# Río Laborec
El Laborec (húngaro, Laborc) es un río en el centro de Eslovaquia oriental que fluye principalmente a través de la región de Košice. Recorre las ciudades de Michalovce y Strážske. Afluente del río son el Uh, que se une con el Laborec cerca de la ciudad de Drahňov en el distrito de Michalovce.

## Referencias

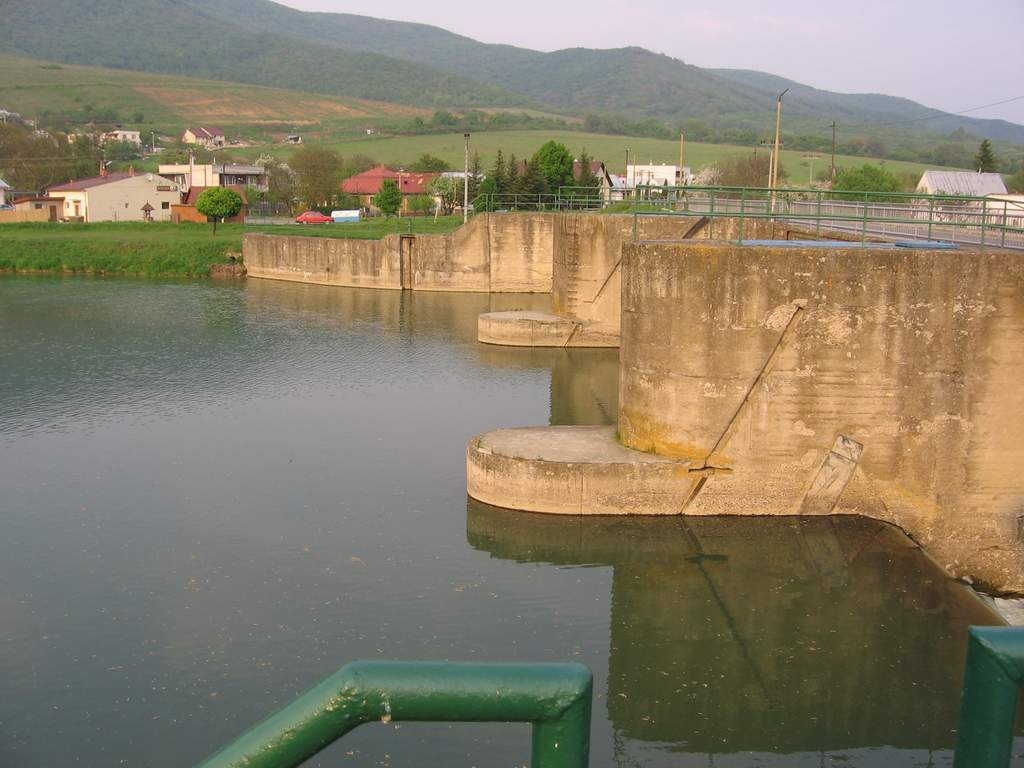
Puente sobre el Laborec en Strážske.